# Metabraxas parvula
Metabraxas parvula är en fjärilsart som beskrevs av Eugen Wehrli 1934. Metabraxas parvula ingår i släktet Metabraxas och familjen mätare. Inga underarter finns listade i Catalogue of Life.